# Грб Крушевца
Амблем (грб) Града Крушевца установљен је званично 14. октобра 1965. године, на свечаној седници Скупштине општине поводом 21.годишњице ослобођења Крушевца.
Знамење на амблему града Крушевца чува успомену на некадашњи владарски симбол и инсигнију, и представља његову средњовековну прошлост и богато наслеђе.
Амблем (грб) града Крушевца представља штит са кулом, која својим горњим делом прераста оквире штита. У средњем делу амблема налази се брана у чијем се горњем делу налази ратничка кацига. 
Контура амблема израђена је у облику штита са уском златном кајмом који се прекида у средишњем, горњем делу где су смештени обриси куле. Зупци куле надвисују оквир штита.
У средњем делу амблема, на самом штиту, налази се велики пехар у коме је смештена ликовна представа витешке кациге са волујским роговима. Упарени рогови у облику полумесеца излазе ван оквира тачкасте кружнице која описује кружни штит иза кациге. 
У десном и левом нижем углу штита, у делу постоља пехара, исписана је 1371. година. 
Штит је хералдички симбол и незаобилазни део сваког грба. Основа амблема Крушевца је модификован средњовековни бели (сребрни) штит енглеског типа оивичен уском златном кајмом.
Јаке линије штита и зупци куле симболизују отпор и одбрану у борби, а кула на врху штита као симбол постојаности и чврстине коју су владари и житељи овог краја исказивали кроз историју приказује постојање градских зидина.
Симетрични обриси стилизованог средњевековног пехара са наглашеним постољем нису хералдички уобичајено обележје. На амблему града, ово знамење представља равнотежу (мир) и богатство са даровима које мир доноси. У исто време, пехар је и симбол полетних беседа, здравица и заклетве витезова на чувеној кнежевој вечери уочи Косовског боја. Пити даровано вино из овог пехара част је коју имају само витезови града Крушевца. 
Шлем и рогови призната су хералдичка обележја, а ликовна представа ритерског шлема са волујским роговима на амблему преузета је са грба кнеза Лазара Хребељановића (око 1329-1389), оснивача средњовековног града.
Шлем (кацига) је био омиљени део грба српске властеле и владара средњовековне Србије. Кацига кнеза Лазара карактеристична је баш по тим простим, упареним и заоштреним роговима у облику полумесеца. Аутентична кацига сачувана је у каменој пластици парапета спољног јужног зида припрате цркве Ваведење Богородице у Хиландару коју је кнез Лазар 1380. године доградио.
Иста камена композиција уграђена је и на спољном јужном зиду припрате цркве Светог Стефана (”Лазарице”) у Лазаревом граду приликом њене реконструкције од 1904. до 1908. године. Овде је у крести шлема присутан Богородичин и Христов цвет - љиљан а у подножју шлема двореди лиснати вратник.
Тешка витешка кацига турнирског типа са волујским роговима присутна је и на печатима и металној дугмади аутентичне одоре кнеза Лазара а касније, за време владавине Деспота Стефана Лазаревића (1377-1427) на његовом грбу, новцу и позлаћеном прстењу. 
Данас је боја амблема бордо-црвена, која сугерише владарску одећу, али и битке на Косову, са елементима боје божура, али се упоредо с овом верзијом користе и верзију амблема у златној боји. Скупштина општине Крушевац донела је 28.12.1995. године нову Одлуку о амблему и печату општине Крушевац и њиховој употреби, којом је у односу на претходну одлуку из 1965. године унета само допуна описа амблема. Боја амблема је златна на бордоцрвеној подлози. Тада су дефинисане и димензије амблема: 42,50 х 50,25 цм.